# Tron: Solar Sailer
Tron: Solar Sailer est un jeu vidéo développé et édité par Mattel Electronics,, sorti en 1983 sur la console Intellivision. Il est le troisième et dernier d'une série de jeux (après Deadly Discs et Maze-A-Tron) tirés du film Tron produit par Walt Disney Pictures. Celui-ci est particulièrement basé sur la scène du voyage à bord d'un voilier solaire.
La cartouche de jeu est compatible avec le module de synthèse vocale Intellivoice de la console.

## Accueil
Electronic Fun with Computer & Games décrit le jeu comme étant « La Belle et la Bête » de Mattel : beau à voir, mais affreux à jouer. Il le juge « ennuyeux » et « compliqué » et compare sa difficulté à celle de son prédécesseur Maze-A-Tron.